# Levert Sweat Gill
Albums de LSG
LSG2
(2003)
Singles
1. My Body
Sortie : Octobre 1997
2. Curious
Sortie : Janvier 1998
3. Door #1
Sortie : Avril 1998
4. All the Times
Sortie : Juillet 1998

Levert Sweat Gill est le premier album studio de LSG, sorti le 11 novembre 1997. 
Selon le magazine Vibe, « la bouillante compétition vocale dans LSG nous offre de magnifiques ad libs.
L'album s'est classé 2e au Top R&B/Hip-Hop Albums et 4e au Billboard 200 et a été certifié double disque de platine par la Recording Industry Association of America (RIAA) le 23 mai 2003, avec plus de deux millions d'exemplaires écoulés aux États-Unis.

## Liste des titres
| No  | Titre                                                        | Producteur(s)                                       | Durée |
| --- | ------------------------------------------------------------ | --------------------------------------------------- | ----- |
| 1.  | Door #1                                                      | Gerald Levert, Edwin Nicholas, Keith Sweat          | 5:02  |
| 2.  | Round and Round                                              | Keith Sweat, Edwin Nicholas                         | 5:04  |
| 3.  | You Got Me (featuring The Lox )                              | Sean « Puffy » Combs, Ron « Amen-Ra » Lawrence      | 4:24  |
| 4.  | Where Did I Go Wrong (featuring Jermaine Dupri)              | Jermaine Dupri, Manuel Seal                         | 4:02  |
| 5.  | My Body                                                      | Darrell « Delite » Allamby                          | 4:07  |
| 6.  | All The Times (featuring Missy Elliott, Faith Evans et Coko) | Gerald Levert, Edwin « Tony » Nicholas, Faith Evans | 4:52  |
| 7.  | My Side of the Bed                                           | Gerald Levert, Edwin Nicholas                       | 5:05  |
| 8.  | Curious (featuring LL Cool J, Busta Rhymes et MC Lyte)       | Rashad Smith, Keith Sweat, Armondo Colon            | 4:20  |
| 9.  | Let a Playa Get His Freak On (featuring Jazze Pha)           | Jazze Pha, Keith Sweat                              | 4:57  |
| 10. | Love Hurts                                                   | Keith Sweat                                         | 5:10  |
| 11. | Drove Me to Tears                                            | Gerald Levert, Edwin Nicholas                       | 4:36  |
| 12. | Where Would We Go                                            | Keith Sweat                                         | 4:17  |